# William A. MacCorkle

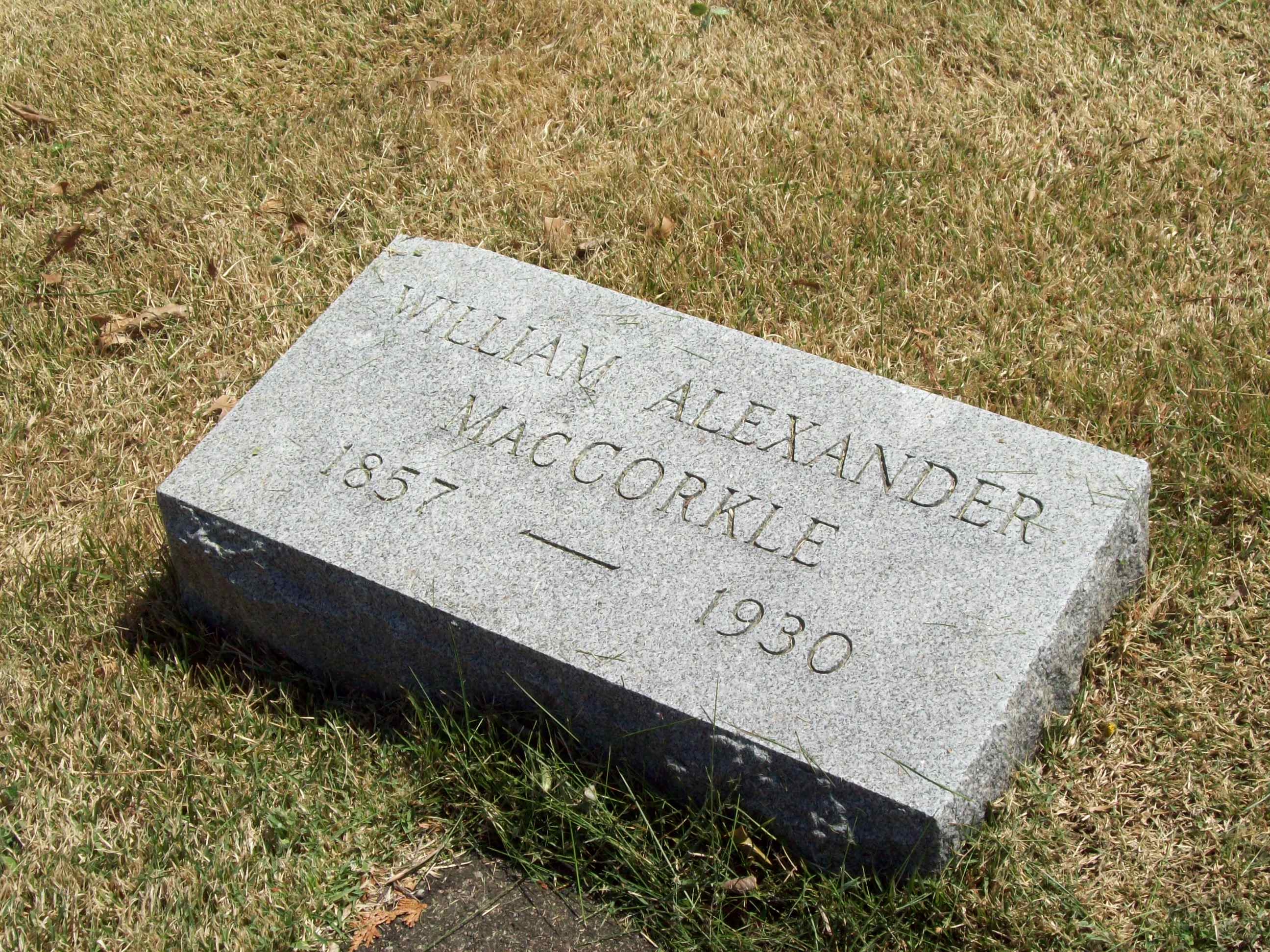
MacCorkles Grab in Charleston

William Alexander MacCorkle (* 7. Mai 1857 bei Lexington, Virginia; † 24. September 1930 in Charleston, West Virginia) war ein US-amerikanischer Politiker und von 1893 bis 1897 der neunte Gouverneur des Bundesstaates West Virginia.

## Frühe Jahre und politischer Aufstieg
William MacCorkle besuchte die Washington and Lee University in Lexington. Nach seinem Jurastudium praktizierte er ab 1879 in Charleston als Rechtsanwalt. Nebenher war er auch noch als Lehrer tätig. Zwischen 1880 und 1889 fungierte MacCorkle als Staatsanwalt im Kanawha County. Im Jahr 1892 wurde er von der Demokratischen Partei als Kandidat für die Gouverneurswahl nominiert und anschließend auch gewählt.

## Gouverneur von West Virginia
MacCorkles vierjährige Amtszeit begann am 4. März 1893. Er setzte sich für eine Verbesserung des Transportsystems ein. Mit Hinweis auf die Bodenschätze seines Landes versuchte er Investoren von außerhalb nach West Virginia zu locken.
Erwähnenswert ist auch ein Gesetz, das damals verabschiedet wurde, wonach alle erwachsenen männlichen Steuerzahler, die zwischen 21 und 50 Jahre alt waren, an zwei Tagen pro Jahr am Ausbau der Straßen mitarbeiten mussten. MacCorkle war ein Gegner der Arbeiterbewegung und der Gewerkschaften. Als es im Kohlebergbau zu einem Streik kam, setzte er die Nationalgarde ein, um den Arbeitskampf zu beenden.

## Weiterer Lebenslauf
Nach dem Ende seiner Amtszeit am 4. März 1897 nahm MacCorkle in Charleston wieder seine Anwaltstätigkeit auf. Im Jahr 1910 wurde er in den Senat von West Virginia gewählt. Er war auch Mitbegründer und zeitweise Präsident der Citizens National Bank, die später mit der Charleston National Bank fusionierte. William MacCorkle starb im September 1930. Er war mit Isabelle Farrier Goshorn verheiratet, mit der er zwei Kinder hatte.